# 스위트홈 (대한민국의 드라마)
《스위트홈》은 2020년 12월 18일 넷플릭스에서 방영된 드라마이다. 김칸비, 황영찬의 동명 웹툰이 원작이다.

## 등장 인물
- 송강: 차현수 역

은둔형 외톨이로 1410호에 거주한다. 무기는 한두식이 개조 시켜 준 전기 창을 쓰며 괴물화가 진행되고 있다. 괴물이 되면 원작 웹툰과는 다르게 팔 한쪽이 날개 같아지며, 눈이 검은색으로 바뀌고 눈 주변에 금이 간다. 날개를 한번 휘두르면 아파트의 절반이 날아간다. 마지막까지 살아남는다.
- 이진욱: 편상욱 역(아역: 이유진)

이은유가 관심이 있는 사람이다. 건달 같은 아우라가 있고, 그린홈에 거주하지 않는 외부인이다. 처음으로 괴물을 죽인 인물이며 맨손으로 괴물을 처리할 수 있는 유일한 인물이기도 하다. 주요 무기는 망치다.
- 이시영: 서이경 역

대한민국 특전사 출신 소방관으로 502호에 거주한다. 결혼을 앞두고 있던 예비 신부였으나 모종의 사건으로 남편과 이별한다. 소방차로 프로틴을 밀어 죽이고 거미 괴물의 거미줄에 묶이는 등 활약과 다침이 있다. 생존자이다.
- 이도현: 이은혁 역

그린홈의 리더이며 냉정하고 침착한 의대생이다. 이은유와 이복남매로 8층에 거주한다. 윤지수가 맹장염에 걸렸을 때 맹장 수술을 해서 살려냈다. 시즌 1의 마지막 화에서 코피를 흘리는 모습으로 보아 괴물이 된 것으로 추정된다.
- 고민시: 이은유 역

고아였다가 입양된 이은혁의 이복남매이다. 모든 것에 투덜거리지만 실전에는 강하다. 차현수를 좋아한다. 후반부까지 생존한다.
- 박규영: 윤지수 역

베이시스트로 1510호에 거주한다. 계속 생존하던 중, 맹장염이 온다. 변변치 않은 상황에도 이은혁이 차현수랑 재료를 모아서 맹장염 수술을 할 준비를 끝냈지만 마취를 할 수 없어서 마취를 하지 않고 수술을 하다가 죽을 뻔했다. 후반부까지 생존한다. 주요 무기는 방망이다.
- 김남희: 정재헌 역

검도 실력을 갖춘 국어교사로, 1506호에 거주 중인 독실한 개신교 신자이다. 자신이 어릴 때부터 꾸준히 익혀 온 검도로 인해 검술에 능숙하다. 근육 괴물(프로틴)을 유인해서 떨어뜨려서 따돌리는 명장면의 소유자이다. 장님 괴물(연근이)의 얼굴을 잘랐다. 경비 괴물과 싸우다 사망한다. 주요 무기는 장검이다.
- 고윤정: 박유리 역

시한부인 안길섭을 돌보고 있는 간병인이다. 다나까 말투와 높은 의학 지식으로 보아 군대 병원에서 일하는 것으로 추정된다. 주요 무기는 석궁이다.
- 김갑수: 안길섭 역

시한부 환자로, 자신을 간병하는 박유리와 함께 거주하고 있다. 주요 무기는 화염 방사기이다.
- 김상호: 한두식 역

휠체어를 타는 중년 남성으로 1408호에 거주한다. 육군 중위 출신이었으며, 손재주가 좋아서 무기 제작에 특화된 기술자다. 차현수의 식칼 날을 긴 막대기에 테이프로 감고 버튼을 누르면 전기가 흐르도록 설계했다. 문을 개조해 재헌에게 방패를 만들어 주고 윤지수의 방망이도 업그레이드 해준다. 생존하기에 안 좋은 페널티로 다리 불구다. 괴물화 된 현수를 진정 시키기 위해서 현수의 날개에 죽는다. 주요 무기는 목발 개조 엽총이다. 다만 내구도는 좋지 못해서 3발정도만 쏠수있다.
- 우현: 김석현 역

1층 상가에서 편의점을 운영하고 있는 점주로, 매일 아내를 때리고 괴롭히다 탈모 욕망 때문에 털보 괴물이 됐다. 아내의 손에 죽는다.
- 김현: 안선영 역

석현의 매 맞는 아내로, 김석현과 함께 거주하면서 1층 상가의 편의점에서 일하는 아주머니이다.
- 김희정: 차진옥 역

자신의 외동딸인 민주와 함께 그린홈에서 거주하는 1층 어린이집 원장이다.
- 박진수: 박민주 역

그린 홈에서 진옥과 함께 거주하는 그녀의 외동딸로 고등학생이다.
- 김국희: 손혜인 역

그린홈의 소식통으로, 봄이가 짖는다는 것으로 위험한 장소 등을 파악해 다른 이들에게 알려주기도 했다.
- 정하담: 김지은 역

그린 홈 거주 중인 여성으로 말수가 적은 여성이다.
- 김성철: 정의명 역

차현수와 같은 특수 감염자이다. 차현수가 잠시 흑기사 괴물로 변해서 가시에 몸이 찢길때도 차현수의 모습에 감탄하면서 박수를 쳤다. 진짜 본체는 액체 괴물이고 숙주를 바꿀 수가 있다. 기계에도 기생할 수 있는 모양이다.
- 허율: 김수영 역

아빠, 남동생 영수와 함께 1210호에 거주 중인 9살 소녀이다.
- 최고: 김영수 역

아빠, 누나 수영과 함께 그린 홈 1210호에 거주 중인 6살 소년이다.
- 고건한: 최윤재 역

아동 사회복지사로 그린 홈 802호에 거주 중인 청년이다.
- 김지은: 한유진 역

대위로, 특수부대 지휘관이며 3회에서 괴물화되는 대통령을 사살한다. 대통령 사망 후 군 대변인으로 계엄령 방송을 맡는다. 괴물화와 특수감염자에 대한 연구 내용, 이경의 남편인 상원의 행방, 이경이 범죄자 패거리에게서 훔친 가방의 정체 등 여러 가지 의문점의 열쇠를 쥐고 있는 인물이다.
- 박아인: 아이돌 지망생 역

반려묘 '키티'와 함께 거주하고 있으며 초반에 식탐 괴물로 변한다.
- 이준우: 류재환 역

8층에 거주 중인 남성으로 직업은 연예인 지망생이나 신인 무명 연예인이다. 시즌 2에서 자신의 외모에 대한 욕망(추정)으로 스타 괴물로 변한다.
- 이봉련: 임명숙 역

자신의 아기한테 꽃을 보여주려다 유모차를 놓쳐서 아기가 죽어서 그걸 부정하며 아기가 환각으로 보인다. 프로틴에게 유모차가 밟힐 때도 아기가 보였다. 후에 괴물이 되는데 아기가 엄마 배 안에서 자라고 있는 모습(태아 괴물)이다. 공격은 안 한다.
- 신문성: 경비 역

초반에 주민 사람들의 갑질로 인해 경비 괴물이 된다.
- 안동구: 이수웅 역

1305호에 거주 중인 군인이다. "흡혈괴물"에 의해 죽는다.
- 임수형: 노병일 역

308호에 거주 중인 중년의 남성으로 짙은 서남 방언을 구사한다. 원작인 네이버 웹툰에선 자신을 병일이라 소개하고 성은 말하지 않았지만, 드라마에선 노병일이라고 성까지 말한다.
- 우정국: 강승완 역

8층에 거주 중인 고시생이다.
- 이신성: 남상원 역

이경의 남편이다. 화재 사건으로 인해 결혼식 며칠 전 화마로 사망한 것으로 알려져 있었으나 괴물화 사태에 대해 미리 알고 있었고 이를 블로그에 올려 알렸다. 이미 감염된 상태였고 군 관련 시설로 끌려가 각종 실험을 당한 것으로 밝혀진다.
- 안도규: 김도훈 역

현수를 운둔형 외톨이로 만든 현수의 아버지 영철이 다니는 기업 사장의 아들이다.
- 함성민: 박주영 역

현수와 함께 도훈에게 지속적으로 괴롭힘을 당하던 학생이다. 어머니가 병원에 입원해 있어 수술비가 필요한 상황에서 차에 뛰어들면 어머니의 수술비를 제공해 주겠다는 도훈의 제의를 듣고 차에 뛰어들려고 하나, 그 장면을 목격한 현수에 의해 구조된다.
- 박성근: 차영철 역

현수의 아버지이다. 도훈에게 심한 따돌림과 학교 폭력을 당한 현수의 상태를 보고 학교에 이를 항의하러 갔으나, 권력에 굴복해 아들에게 강요해가며 없던 일로 합의를 하게 된다.
- 이지하: 문영숙 역

현수의 어머니이다. 현수에게 심한 따돌림과 학교 폭력을 가한 도훈의 아버지가 남편이 일하는 회사의 사장임을 알게 되자 가정이 무너지는 일을 막기 위해 없던 일로 합의를 하자며 영철에게 합의를 종용했다.
- 김이경: 차수아 역

현수의 여동생으로 현수와 같은 고등학교에 재학 중이다. 오빠인 현수가 교내에서 심한 따돌림을 당할 때 이를 외면했으며 현수가 듣고 있는 줄도 모른 채 친구와의 통화로 오빠의 존재 자체를 부정하는 등 현수에게 상처를 줬다.
- 허준석: 신중섭 역

범죄자 패거리의 우두머리이다. 총기를 가지고 아파트를 무력으로 점거한다. 차현수가 반괴물인 걸 알고 죽이려 하지만 되려 정의명에게 죽임 당한다.
- 차우영: 백호연 역

웃으며 주민들을 사살하거나 임신한 이경을 무자비하게 패는 등 인간 말종의 모습을 보여주며, 마지막에는 이경에게 사살 당한다.
- 윤주만: 김남일 역

범죄자 패거리들 중 그나마 인간적인 모습을 보여주는 캐릭터다. 지하벙커를 통해 혼자 탈출해보려다가 폭탄을 터뜨리는 바람에 그린 홈을 포위한 군인들이 아파트에 일제 사격을 하게 만들었다.
- 차엽: 민우 역

얼굴에 문신을 하고 털모자를 쓰고 있는 범죄자이다.
- 이정현: 경모 역

범죄자 패거리로 강간범이다.
- 이기혁: 황승재 역

단순히 재미를 위해 한 가정집에 방화를 저지른 방화범이다. 그 가정집은 편상욱의 집이다. 자신을 찾아온 어린 상욱에게도 미안하다는 사과 한마디 없이 난 이미 죗값을 다 치렀다며 뻔뻔하게 굴었다. 이에 분노가 극에 달한 상욱이 휘두른 칼에 목을 찔려서 죽게 된다.
- 윤지온: 해랑 역

지수의 친구로 지수가 과거 가장 의지를 많이 했던 인물이지만 유서와 함께 자신의 집에서 목을 맨 채 자살하고 지수에게 자신의 유품인 베이스기타를 상속한다.

### 그 외 인물
- 김찬형
- 박광재

### 등장 괴물
- 1411호 아이돌 지망생 -> 식탐 괴물

아이돌 지망생이라서 무리한 다이어트로 인해서 참아왔던 식욕이 극대화 되면서 현수의 라면을 훔쳐 먹고, 자신의 고양이를 잡아먹는다. 그러다가 현수의 집에 침투해서 현수까지 공격하려고 문 열라고 소리를 질러 대며 난리를 치다가 윗집의 지수에게 간다. 그리고 편상욱에게 달려들어 어깨를 물어 뜯지만, 괴물을 죽일 수 있는 마지막 시간 골든 타임 때에 편상욱의 발차기에 죽는다.
- 환자 -> 흡혈 괴물

원작에서는 양복을 입고 있었지만 드라마에서는 환자복을 입고 온다. 환자복을 보아서는 수혈 같은 도움이 필요했었고 살고 싶다는 욕망이 강해져 괴물이 된 듯하다. 처음 등장에서는 느리고 비틀비틀 거리고 말라서 약체라고 생각했지만 입에서 나오는 촉수로 성인 남자의 피를 다 빨고 바로 미라로 만들어버려서 많은 사람의 공포를 샀다. 이은혁이 소화기로 밀고 서이경이 몸으로 밀쳐서 그린홈 밖으로 내 쫓긴다. 아파트 밖에서 수문장 역할을 하면서 어린이집 원장의 딸과 그 어린이집 원장의 딸을 아파트 안으로 데려오기 위해 나간 군인인 이수홍에게 공격을 했다. 근육 괴물에게 먹혀 죽었다.
- 실직자 -> 장님 괴물(연근이)

실직해서 모든 사람들을 죽여버리고 싶다는 살인 충동 때문에 괴물로 변했 윤지수를 위협하던 도중에 정재헌이 달려와서 머리의 반을 베어버린다. 눈은 정재현에 의해서 날아간 머리의 반과 함께 베였고, 귀 한쪽이 남아 소리만 듣고 공격하는 특성이 있어, 의도치 않게 주민들을 도와주기도 한다. 소리만 듣고 "근육 괴물"을 공격해서, 화가난 근육 괴물 의해 건물 밖으로 날려진다.
- 관음증 주민 -> 눈알 괴물

평소에는 창문 밖으로 훔쳐본다. 먼저 공격하지 않으면 공격을 안 하는 의외로 순한 성격이다. 하지만 이 사실을 모르는 현수가 아이들에게 다가가는 괴물을 향해 컴퓨터 모니터를 떨어뜨리고 막대기로 눈을 찔렀다. 현수가 죽을 위기에 처했을 때 한두식이 총으로 목을 자른다.
- 운동선수로 추정 -> 근육 괴물(프로틴)

온몸이 근육질이며, 덩치가 큰 괴물이다. 덩치와 힘에 비해서 엄살이 심하다. 정재헌의 도발에 걸려 마구 쫓아가던 중, 정재헌이 갑자기 피해버려서 창문을 깨고 아파트 밑으로 추락한다. 그리고 현수 일행이 밖에 나오자 더욱 거대해진 모습으로 대형 소방차를 밀어버리는 등 더욱 막강해진 힘으로 현수 일행을 위협하다가 서이경이 소방차로 밀어버려 죽는다.
- ??? -> 거미 괴물

지하실에서 숨어있던 괴물이다. 서이경을 거미줄로 잡아 놓는다. 여자 주민들이 괴물을 잡고, 수영이가 화염병을 던진다. 결정적으로 현수에게 심장이 관통 당하여 죽는다. 주민들이 처음으로 협력해 잡은 괴물이다.
- 임명숙 -> 태아 괴물

아기에게 꽃을 보여주려다 유모차를 놓쳐서 아기가 죽었다. 그 충격 때문에 아기가 있는 환각이 보이고 프로틴에게 유모차가 깔릴 때까지 아기가 보였다. 한두식의 집에 있는 화장실에서 태아 모습을 한 괴물이 된다. 사람들을 공격하지 않는다.
- 705호 남자 -> 육상 괴물

너무 빨라서 무기로 공격이 불가했다. 이은혁, 정재헌 등과 숨막히는 추격전을 하다가 소리가 나는 곳으로 돌진해서 자동차에 이리저리 박다가 화염 공격 때문에 사망한다.
- 경비 -> 경비 괴물

드라마 초반에 그린홈 주민들의 횡포,와 썩은생선 등의 스트레스 때문에 괴물이 됐다. 원작에선 "흡혈 괴물"에 의해죽었지만 드라마에선 정재헌과 함께 엘레베이터에서 불에 타 죽었다.
- 영수 아빠로 추정된다.-> 끈끈이 괴물

영수를 살려주었고 주민들의 화염 방사기에 죽는다. 현수는 액체 괴물을 보며 사람과 괴물은 공존 할 수 없다는 걸 알았다.
- 김석현 -> 털보 괴물

탈모 때문에 괴물화되었다.
- 차현수 -> 흑기사 괴물

현수가 괴물화한 모습이다. 원작에서는 진짜 흑기사의 모습이었지만 드라마에서는 한쪽 팔에 날개를 갖고 있는 모습이다. 한두식이 날개에 찢겨 사망하자, 원래 모습으로 돌아온다. 반 괴물이다.
- 정의명 -> 액체 괴물(피)

액체로 변해 다른 사람들의 몸에 기생한다. 차현수에게 주민들에 대한 거부감을 심어줬으며, 괴물화가 된 차현수에 의해 액체로 변했다음 편상욱의 몸으로 들어갔다. 반 괴물 상태이다.
- ??? -> 잡자 괴물

육상 괴물이 아이를 데려가는걸 잡지 못해서, 그때 잡았어야 했다는 욕망으로 인해 괴물이 되었다. 사람을 해치지 않고, 육상 괴물로부터 편상욱을 구했다.
- ??? -> 촉수 괴물

드라마에서 천천히 보면 잠깐 보인다.
- 대통령 -> 대통령괴물

TV방송에서 안내방송을 하다가 사람들을 죽여버리고 싶은 살인충동에 의해 괴물이 된다. 총을 맞고 죽는다.

## 같이 보기
- 대한민국의 텔레비전 드라마 목록
- 2020년 대한민국의 텔레비전 드라마 목록
- 스위트홈 (웹툰)